# Coccobius addisoni
Coccobius addisoni är en stekelart som först beskrevs av Girault 1915.  Coccobius addisoni ingår i släktet Coccobius och familjen växtlussteklar. Inga underarter finns listade i Catalogue of Life.